# The Place Where You Go to Listen
The Place Where You Go to Listen ist eine Installation im Museum of the North in Fairbanks, Alaska. Das Konzept stammt von dem amerikanischen Komponisten John Luther Adams. Sie soll an eine Legende erinnern, nach der eine Inupiaq-Frau an einer heute Naalagiagvik genannten Stelle ungehörte Sachen und Tierlaute hörte.
Die Musik, die man an diesem Ort hört, ist nicht zufällig, sondern wird von einem mit mehreren Wetterstationen verbundenen Computer errechnet. Diese Wetterstationen liegen in verschiedenen Teilen von Alaska und die Musik ist auf diese Daten abgestimmt. So hört man meistens am Tag den „Tageschorus“, der, wenn die Sonne nicht scheint, leiser und auf kleinerem Tonraum erklingt. Sobald die Sonne herauskommt, ist dieser Klang auf vier Oktaven zu hören. Genauso haben die Aurora Borealis einen besonderen Klang. Am Abend wird der Tages- vom „Nachtchorus“ abgelöst. Der Mond erscheint hier als silber klingendes Geräusch. Bei kleinen Erdbeben setzen die „Erdtrommeln“ ein. Sollte ein Erdbeben Fairbanks treffen, würde der Raum in 24,27 Hz Schwingungen dröhnen.